# Дорогобузьке князівство (Волинь)
Дорогобузьке князівство — західне руське князівство династії Рюриковичів на території сучасної Волині з центром у Дорогобужі. Створено 1084 року як уділ для Давида Ігоровича, проіснувало з перервами до 1223 року. У перервах між самостійним існуванням входило до складу спочатку Волинського князівства, потім — Луцького, а згодом — Пересопницького. Після свого ліквідування увійшло до складу Галицько-Волинської держави.

## Князі
| 1084–1086     | Давид Ігорович (син Ігоря Ярославича)               |
| 1100–1112     | Давид Ігорович (син Ігоря Ярославича)               |
| 1150–1152     | Володимир Андрійович (син Андрія Доброго)           |
| 1152–1154     | Володимир Мстиславич (син Мстислава Великого)       |
| 1156–1170     | Володимир Андрійович (син Андрія Доброго)           |
| 1170–1171     | Володимир Мстиславич (син Мстислава Великого)       |
| 1171–1173     | Мстислав Володимирович (син Володимира Мстиславича) |
| 1152–1154     | Всеволод Ярославич (син Ярослава Ізяславича)        |
| бл. 1220–1223 | Ізяслав Інгварович (син Інґвара Ярославича)         |